# Attaque de la poudrière de Beaumont-en-Artois
L'Attaque de la poudrière de Beaumont-en-Artois, appelée aussi « coup de Beaumont », est une importante opération militaire de la Résistance française qui s'est déroulée dans la nuit du 22 au 23 septembre 1941 et permit le vol d'un stock d'une demi-tonne dynamite, appartenant à la Compagnie des mines de Dourges, où travaille l'un des deux meneurs de l'attaque, Michel Brulé, le militant communiste à l'origine, avec Auguste Lecoeur, de la Grève des mineurs du Nord-Pas-de-Calais (1941). 
La ville de Beaumont-en-Artois a ensuite fusionné avec celle d'Hénin-Liétard pour former la commune d'Hénin-Beaumont, l'une des plus importantes du département avec Arras, Boulogne, Lens et Béthune.
La dynamite et les détonateurs sont ensuite répartis entre différents groupes de résistants, dirigés par Charles Debarge. Elle visait à intensifier les actions de sabotage, pour protester contre la répression qui avait suivi la grève des mineurs du Nord-Pas-de-Calais (1941).
Cette opération a eu une influence importante sur le cours des opérations militaires dans le Nord de la France dès septembre 1941, en permettant aux Résistants de procéder à de nombreux sabotages d'ampleur, dont un qui causa la mort de plus d'une cinquantaine de soldats allemands puis une répression qui causa la mort de nombreux jeunes résistants.

## Lieu et situation militaire
L'attaque de la poudrière a eu lieu dans la nuit du 22 au 23 septembre à Beaumont-en-Artois,,,,,,,,, une ancienne commune rurale du Pas-de-Calais, qui fusionna en 1971 avec la ville voisine, Hénin-Liétard, pour donner naissance à la ville actuelle de Hénin-Beaumont. Beaumont-en-Artois est situé au milieu du bassin minier du Nord-Pas-de-Calais, dans le département du Pas-de-Calais mais non loin de celui du Nord, où est située l'autre partie du bassin minier. Elle a lieu dans le sillage de la Grève des mineurs du Nord-Pas-de-Calais (1941) qui a obligé de nombreux mineurs à fuir la répression en devenant clandestins.

## Contexte
Après la grève des mineurs du Nord-Pas-de-Calais (1941), les actes de sabotages dans la région se multiplient, selon les statistiques de l'Abewher allemande: ils passent de 5 en mai 1941 et 6 en juin à 27 en juillet 1941, frappant des trains, mines et pylones à haute-tension et même des objectifs plus gros comme la centrale électrique de Courrières (Pas-de-Calais). Entre-temps, le 22 juin 1941, la guerre a commencé entre l'Union soviétique et l'Allemagne et cette dernière ne cherche plus à dissimuler à quel point le pacte germano-soviétique n'avait pas protégé les soldats allemands des résistants communistes. En juin 1941, l'Organisation spéciale ne comptait encore que  4 militants dans le Nord et 7 à 8 dans le Pas-de-Calais, et elle se renforce ensuite à cette date. Dès novembre 1941, elle comptera aussi 54 hommes en région parisienne.
Le groupe de l'Organisation spéciale, dirigé par Charles Debarge et son adjoint Marcel Delfly, tenta dès le 2 juillet 1941 de saboter la centrale électrique de Courrières. Tous deux avaient dès juin 1940 pris l’initiative de constituer des dépôts d’armes récupérées en prévision des futurs combats et Marcel Delfly tenté de miner un pont le 30 juin 1940, mais avec un matériel défectueux. Charles Debarge est lui « recherché et pourchassé comme terroriste » depui juin 1940.
Pour atteindre les vannes des réfrigérateurs de cette très importante centrale électrique, et les fermer de force afin d'empêcher la poursuite de la production électrique, tous deux traversent le canal à la nage en pleine nuit. Plus tard, en 1944, une trentaine de résistants tenteront à nouveau sans succès de saboter la centrale électrique de Courrières le 11 septembre.

## Déroulement
Le cheminot Henri Dubois héberge des résistants chez lui et trouve notamment une planque à Auguste Lecoeur, l'un des leaders de la grève des mineurs du Nord-Pas-de-Calais (1941). Avec Ignace Humblot, résistant d'Auchel, les deux hommes participeront à l'attaque la poudrière de Nœux-les-Mines
L'équipe de 23 adultes neutralisa et désarma le gardien et s'empara de très nombreux détonateurs et dispositifs explosifs, ensuite dispersés en lots d'une quarantaine de kilos chacun, qui servirent à de nombreux actes de sabotages dans le département du Pas-de-Calais.

## Utilisation de la dynamite
Dès le surlendemain de l'attaque, le 25 septembre 1941, deux gros déraillements sont réussis, celui de Donseglin (sept wagons jetés hors des voies, trafic interrompu deux jours), tandis que Michel Brulé et ses hommes font le même jour sauter la voie ferrée à Quiéry-la-Motte, où une cinquantaine de soldats allemands trouvent la mort.
Quelques jours plus tard, les explosifs leur permettent de saboter la centrale électrique d’Harnes et ils réussissent au même moment le cambriolage d'une quinzaine de mairies, dont celles de Courcelles-les-Lens, de Montigny-en-Gohelle et de Loos-en-Gohelle.
Albert Caron cacha une partie de la dynamite dans le bois de Courcelles-les-Lens et utilisa une autre partie pour faire sauter la voie ferrée Arras-Lille à Leforest le 25 septembre 1941 .

## Répression
Le 26 septembre 1941, Niehoff, général allemand responsable de la région, fit fusiller à Lille vingt otages «parce qu'un stock d'explosifs avait été dérobé à la poudrière de Beaumont-en-Artois ».
Un mois et demi après, Léon Bailleux, secrétaire des Jeunesses communistes de la commune de Barlin, un des animateurs de la grande grève des mineurs en mai-juin 1941, sera découvert avec un des lots le 10 novembre 1941. Puis une lettre de dénonciation envoyée à la police permit d'arrêter, dans la nuit du 20 au 21 octobre 1941, Michel Brulé, qui tenta avec ses camarades de s’échapper lors de l'attaque de la prison de Loos-les Lille du 18 janvier 1942, avec la complicité extérieure d'une autre équipe de résistants, menés par Charles Debarge.